# Teater, scenkonst och dans i Umeå
Teater, scenkonst och dans i Umeå präglas av att i Umeå finns varken stadsteater eller länsteater – för Västerbottens del är den senare lokaliserad till Skellefteå, och huserar sedan 2021 i Sara kulturhus.
Sedan det första "riktiga"" teaterhuset brann ned 1913 har det därefter aldrig byggts något större renodlat teaterhus i Umeå, men väl andra kulturhus med större och mindre scener: Umeå Folkets hus, Norrlandsoperans operahus och kulturhuset Väven, för att nämna några. Och den från biograf ombyggda Sagateatern. Lokalfrågor har ständigt varit på tapeten, men trots sådana brister har scenkonsten berikats av åtskilliga grupper i olika genrer – Norrlandsoperan, Profilteatern och Klungan kan utgöra exempel.

## Historia
Ett av de första större teaterevenemangen i Umeå ägde rum i februari 1824 inför landshövding Georg Lars af Schmidts hustru Maria Sofia Hedenbergs födelsedag. Arrangör var komminister J A Linders hustru Fredrika Linder, som också bidrog med en egen pjäs och medverkade som skådespelare i relationskomedin Den blinde älskaren av Carl Lindegren. Ensemblen fortsatte därefter som amatörteater, och satte åren 1824–1828 upp ett dussintal föreställningar. Mest uppmärksamhet fick en då nyskriven pjäs med grekiskt tema av Fredrika Linder: Marko Botzaris Grafvård, som framfördes i Rådhuset 8 oktober 1826 till minne av en grekisk frihetskämpe.

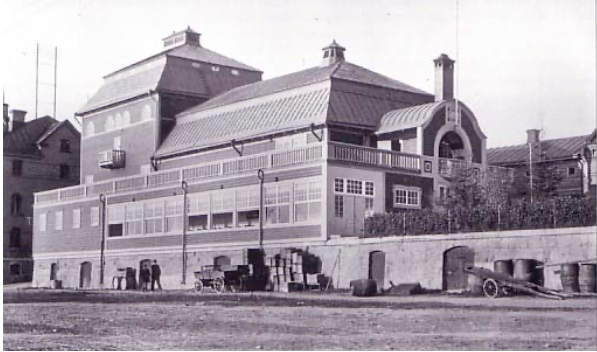
Umeå Nya Teater invigdes 1 oktober 1907 med 416 platser, och brann ned till grunden 1 januari 1913.

Det första teatersällskapet i Umeå – Thalia – bildades redan 1847, på initiativ av assessor C J F Plagemann. Några år senare, i september 1853, invigdes Umeås första teater – Teaterladan, eller mer officiellt, Thalias tempel – på kvarteret Gymnastiken vid Badstugatan (senare omdöpt till Skolgatan). Byggnaden brann dessvärre ned i stadsbranden 1888.
Det första "riktiga" teaterhuset, ritat av Ragnar Östberg, stod klart 1907 på stenterrassen nedanför Stora hotellet. Dessvärre brann huset ned redan fem år senare, i januari 1913, och byggdes aldrig upp igen.
Invigningen av Umeå Folkets hus i oktober 1934 innebar nya lokaler för bland annat teater och operetter, som sattes upp av nystartade Umeå Teaterförening. En av de första och med sina 1 800 medlemmar även största i landet.
Teaterföreningen drev från 1994 till stängningen 2016 Sagateatern som gästspelsscen.

### Festivaler
- Dansbiennalen har hållits i Umeå både 2001 och 2009.
- Teaterbiennalen 4–8 maj 2005 delades mellan Umeå och Skellefteå.[9]
- Somrarna 2017 och 2019 arrangerade Norrlandsoperan en småbarnskulturfestival.[10] [11]

## Verksamheter

### Shakespearesällskapet
Efter ett inspirerande besök i England startade dramapedagogen Margreta Söderwall, då adjunkt i svenska och engelska vid Umeå högre allmänna läroverk, på hösten 1951 Umeå Shakespearesällskap. Våren därpå var det premiär för Shakespearesällskapets första uppsättning; ett antal scener från bland andra Romeo och Julia, En midsommarnattsdröm och Macbeth. Under de följande 20 åren skulle de många hundra barn och ungdomar som engagerades i sällskapet sätta upp ett 40-tal pjäser som spelades mer än 300 föreställningar – inklusive två gästspel i England. Margreta Söderwall fick 1965 Umeå kommuns kulturpris för sitt arbete med Shakespearesällskapet, och utsågs 2001 till hedersdoktor vid Umeå universitet där hon varit metodiklektor.

### Grotteatern

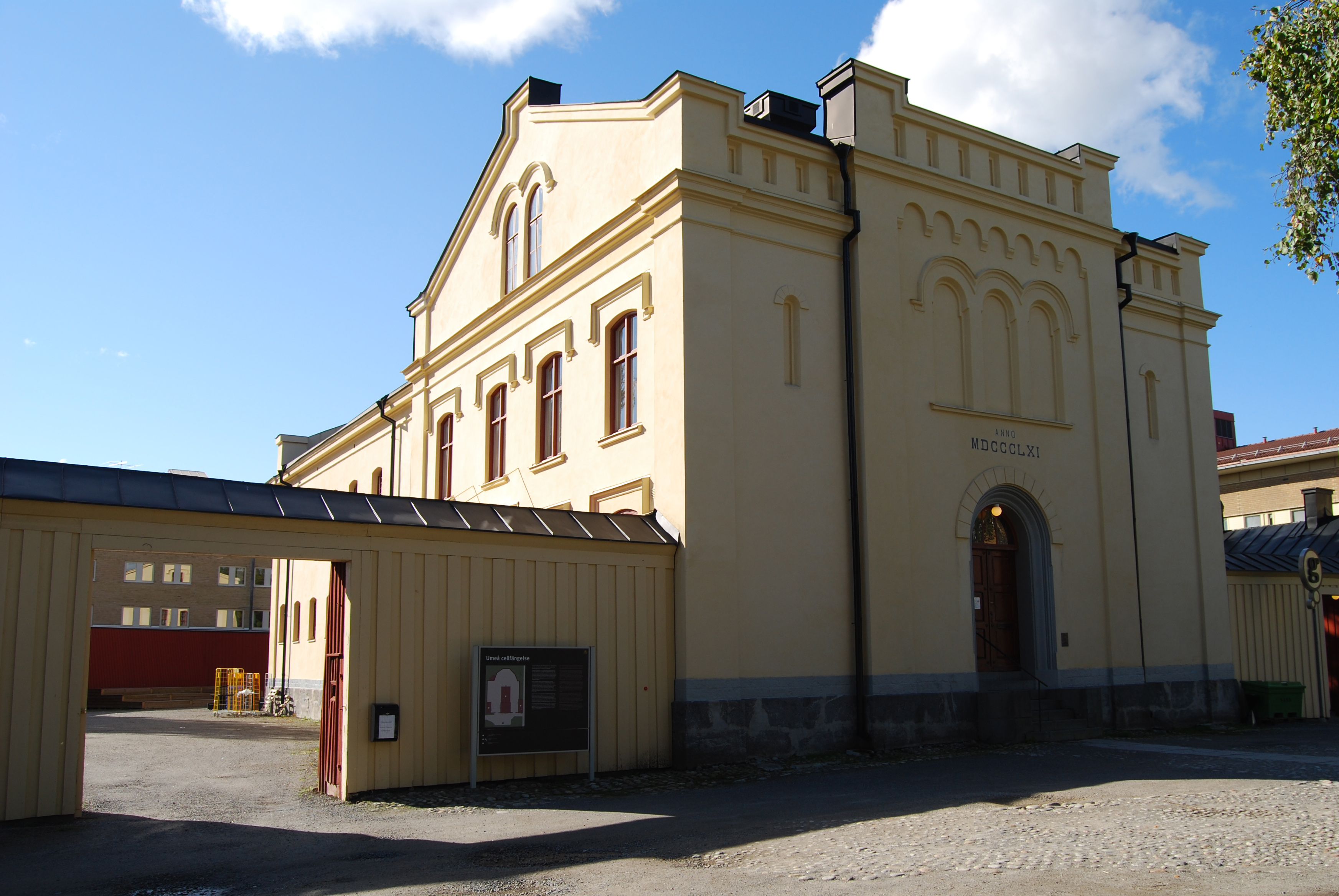
Det gamla cellfängelset var under 1990-talet hemvist för Grotteatern och Profilteatern.

År 1964 grundades amatörteatergruppen Umeå Studentteater, med tidiga frontfigurer som Staffan Ling, Peder Falk och Kay Pollak. På 1970-talet fick gruppen hålla till i ett bergrum under Döbelns park och antog det nya namnet Grotteatern. Namnet behölls även efter 1987 års flytt till Umeå gamla fängelse – där man delade lokaler med den fria gruppen Profilteatern – och när man i mitten av 1990-talet flyttade vidare Kulturhuset Klossen på Ålidhem. 
Till 100-årsminnet av den förödande stadsbranden 1888 satte Grotteatern 1988 upp sommarteaterföreställningen Spelet om den stora branden (av Frank Kelber) på gamla fängelsets rastgård. Både Grotteatern och Profilteatern satte under de kommande åren upp flera sommarföreställningar på rastgården.

### Ögonblicksteatern
Den fria teatergruppen Ögonblicksteatern bildades 1974 av aktiva inom Umeå Shakespearesällskap, bland dem Arne Berggren, Magnus Florin och Karin Larsson. Namnet valdes med tanke på att sätta upp en enda föreställning, men "Ögonblicket" varar ännu 2022. Teatern är främst inriktad på barnteater.

### Norrlandsoperan

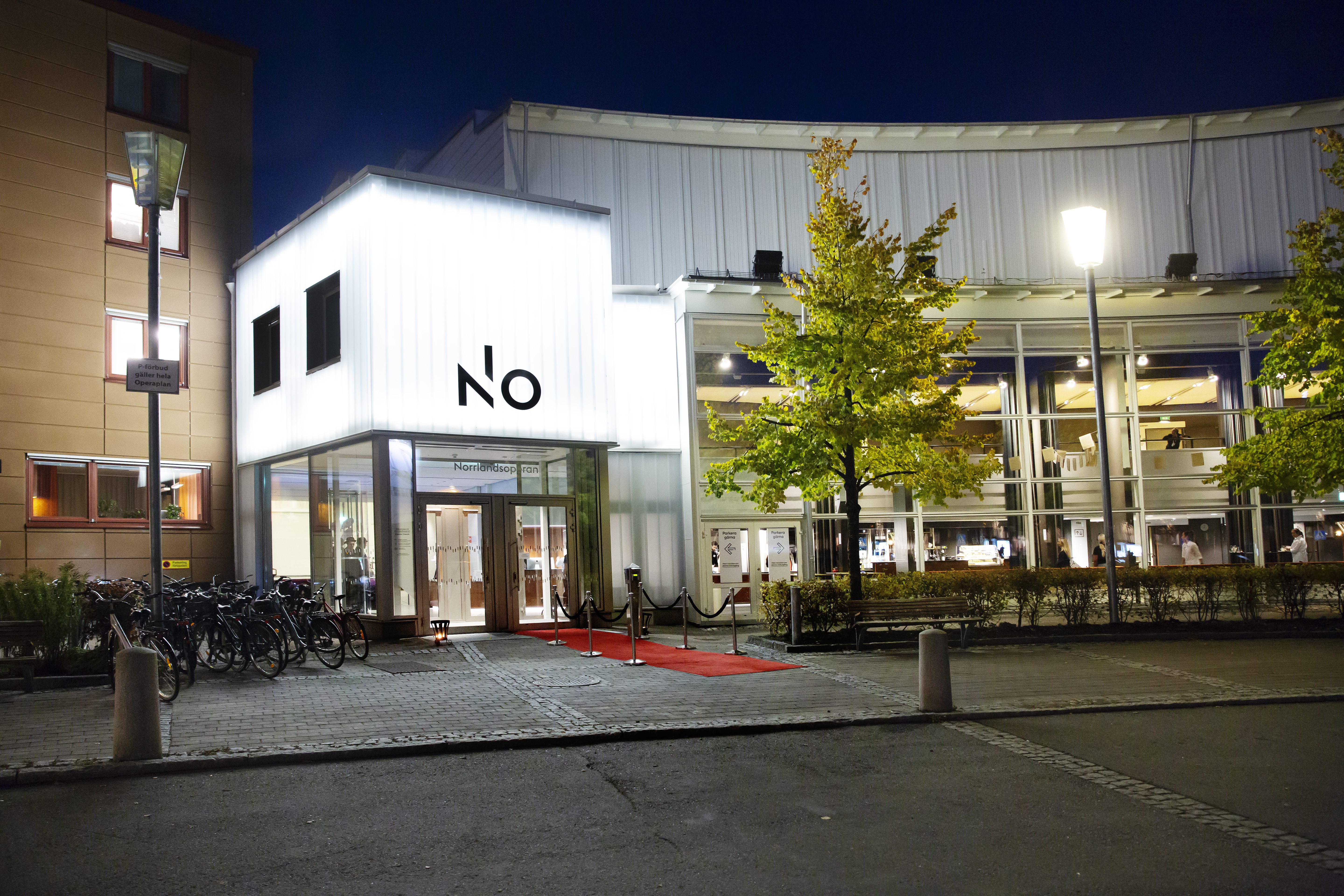
Entrén till Norrlandsoperan.

1974 års kulturpolitiska reform hade som ett av flera mål att "främja en decentralisering av verksamhet och beslutsfunktioner inom kulturområdet", vilket bland annat ledde till grundandet av en opera i Umeå – inte minst påhejat av dåvarande kommunalrådet (och körsångaren) Torsten W. Persson. Den första stommen utgjordes av musikteatergruppen Sångens makt, med kopplingar till Vadstena-Akademien, och musiker från Regionmusiken. Dess förste chef och konstnärlige ledare var Arnold Östman.
Norrlandsoperan fick inledningsvis arbeta under provisoriska förhållanden, men lyckades ändå redan våren 1975 framföra Rossinis opera Italienskan i Alger i Umeå Folkets Hus, som vid tiden huserade i lokaler i korsningen Järnvägsallén–Östra Kyrkogatan. Från 1984 fick operan överta gamla brandstationen på Vasagatan, som man sedan dess byggt ut i omgångar. Där inleddes en framgångsrik period med Per-Erik Öhrn som konstnärlig ledare och uppsättningar som Jonas Forssells nyskrivna opera Hästen och gossen (1988), och Benjamin Brittens En midsommarnattsdröm (1991). En mobil salong konstruerades för turnéer runt om i Norrland.
Norrlandsoperan har därefter uppfört flera föreställningar varje år, inte sällan uruppföranden av nyskrivna verk som exempelvis Jan Sandströms opera Bombi Bitt och Nick Carter (1994), baserad på Fritiof Nilsson Piratens bok. Av internationella samarbeten märks bland annat Gershwins Porgy och Bess (2006) som uppfördes i samarbete med Cape Town Opera och den nyskrivna operan Dancer in the Dark (2010) baserad på Lars von Triers film med samma titel.

#### Dans i Västerbotten
Norrlandsoperans dansavdelning driver Dans i Västerbotten, som verkar för utveckling av danskonst i länet. 

### Våga Stuffa
Umeåsaxofonisten PerOlof Clifford Johansson tog 1979 initiativ till dansrörelsen "Våga stuffa" och anlitade polisen Fred Lindgren med frun Gun som danslärare. Tanken var att ungdomar som lärt sig dansa skulle bry sig mindre om dansställenas utbud av alkohol. Fenomenet spreds över landet och nådde som mest uppåt 100 000 ungdomar.

### Studentspex
Medicinarspexet MESK, tidigare Medicinska Föreningens i Umeå Spexkommitté, är det äldsta spexet vid Umeå universitet. Den första föreställningen Aladdin (1983) har följts av nya spex varje höst med undantag för "pandemi-året" 2020. Hösten 1988 grundades Umespexarna, en andra spexorganisation vid Umeå universitet.

### Profilteatern

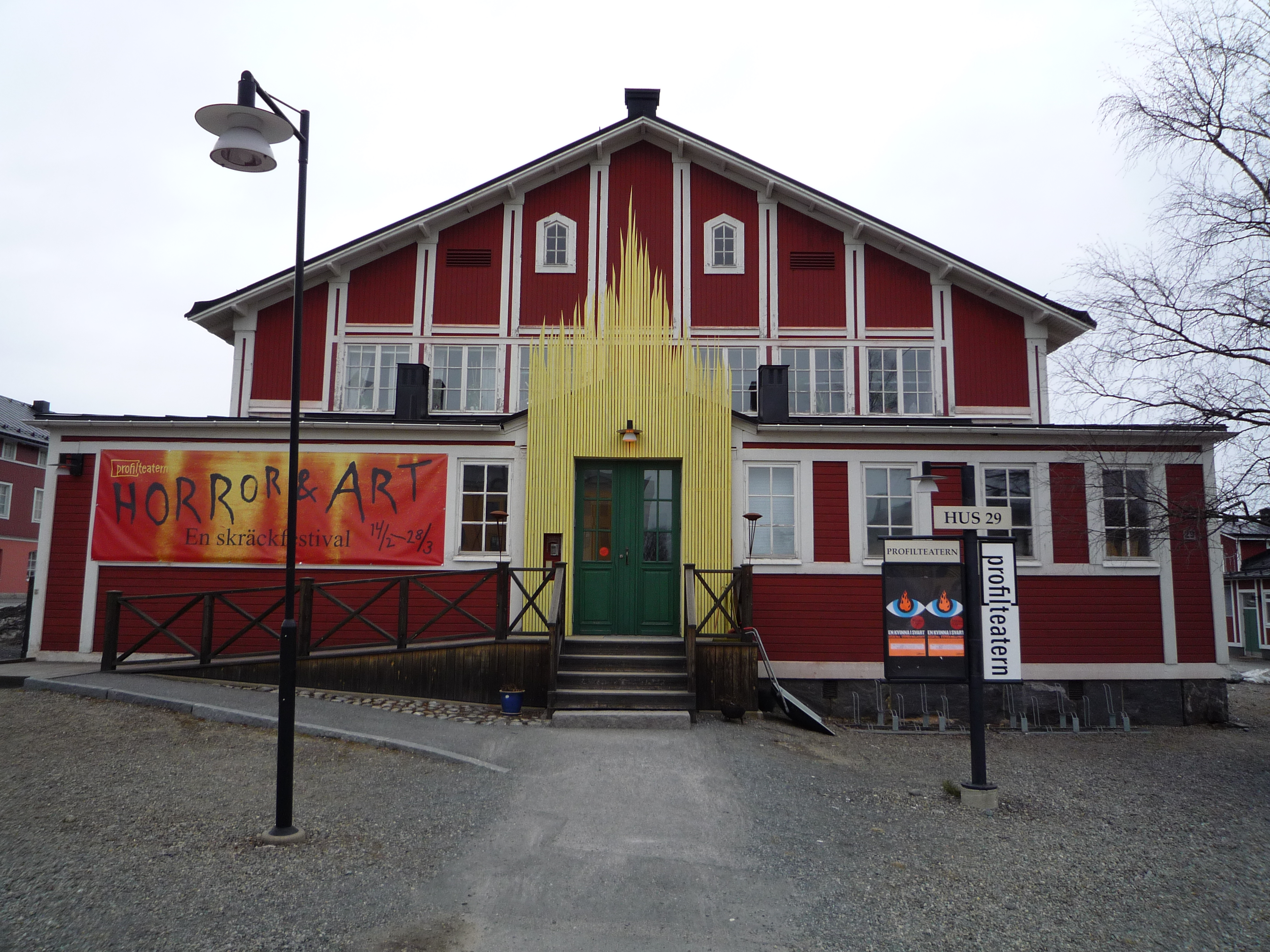
Profilteaterns hus på Umestan.

Den fria teatergruppen Profilteatern bildades 1984 av, bland andra skådespelare och regissören Jan Karlsson och scenografen Ulla Karlsson, och har därefter spelat teater för barn, unga och vuxna. Gruppen har sin scen, kontor och verkstad i en före detta exercisbyggnad på det gamla regementsområdet, Umestan, inte långt från Umeå centrum.
Inspirerade av skotska teatergrupper har Profilteatern introducerat en burlesk underhållningsform där föreställningen innehåller en mordgåta som improviseras fram i interaktion med publiken, under en trerätters middag. En av de första föreställningarna – som spelas återkommande – kallades just Mord till bords.

### Umeå dansskola
Taina Norberg kom från Finland, via Stockholm och Balettakademien, till Umeå, där hennes första elever 1965 fick lektioner i en tvättstuga på Berghem. Dansundervisningen utvecklades på förskoleseminariet och senare på Folkuniversitetet, innan hon 1985 grundade Umeå balettskola. Den drivs sedan tidigt 2000-tal under namnet Umeå dansskola, varje år med tusentalet elever. Tusentals elever har också Balettakademin i Umeå, som startade 1969 under namnet Dansforum.

### Revyer på krog och till nyår
I slutet av 1980-talet (åter)uppstod revyn i Umeå. Det började på krogar som Skytten, Pressklubben, Äpplet och Droskan, ofta med Staffan Ling som producent, Benny Karlsson och Roger Broman som manusförfattare och Torbjörn Harr och Kjell Oskarsson som skådespelare. Från krogen lyftes arrangemanget till nyårsrevyer på Folkets hus, där man 1992 toppade med 16 000 sålda biljetter och VM-sommaren 1994 när en show med Spirella girls resulterade i sommarplågan "Brolin, Brolin". År 2004 gick dock Revybolaget i konkurs och sedan dess har genren inte hämtat sig till mer än enstaka återkomster.

### Dockteater Månstjärnan
Dockteater Månstjärnan grundades 1987 av Margareta Selander, och den är fortfarande verksam år 2022.

### Skuggteatern
Skuggteatern är en fri teatergrupp i Umeå som bildades 2001 och spelar teater för barn och unga. Sedan 2011 är Skuggteatern Umeås första stadsdelsteater, med hemvist i kulturhuset Klossen i stadsdelen Ålidhem.

### Nomo Daco
Dansgruppen Nomo Daco bildades 2002. Gruppen, som leds av dansarna/koreograferna Carolina Bäckman och Tove Skeidsvoll, har inga fasta lokaler utan turnerar runt i Sverige med Umeå som bas. Gruppen arbetar ofta i projekt med andra konstformer och har ofta samarbetat med Norrlandsoperan.

### Klungan
Klungan är en humorgrupp från Umeå bestående av Mattias Fransson, Carl Englén, Sven Björklund och Olof Wretling. 
Sedan hösten 2003 har Klungan satt upp olika humorföreställningar i Umeå och turnerat i Sverige. De står bland annat bakom föreställningen Jag är en fågel nu. Hösten 2008 gjorde de en Sverigeturné med föreställningen Det är vi som är hemgiften, som regisserades av Birgitta Egerbladh.
Klungans medlemmar har också medverkat också i radioprogrammet Mammas nya kille som sänts i Sveriges Radios kanaler P3 och P4 samt som podcast sedan 2005. Flera av gruppens föreställningar har visats i Sveriges Television, bland andra TV-serien Ingen bor i skogen.

### Tantteatern
Tantteatern startades 2012 i en liten lokal på Haga i Umeå av Karin Larsson och Kajsa Reicke – båda med ett förflutet i Ögonblicksteatern – för att i teaterns form lyfta fram kvinnor ur den äldre åldersgruppen.

## Scenpersonligheter med anknytning till Umeå
Bengt Andersson skådespelare - Sven Björklund skådespelare - Jan Bylund komiker - Eva Dahlman (skådespelare)skådespelare & regissör - Birgitta Egerbladh koreograf - Johan Edlund programledare i TV - Gunnar Eklund skådespelare - Carl Englén komiker, regissör - Magnus Florin författare & regissör - Mattias Fransson skådespelare - Annelie Gardell skådespelare, teaterchef - Torbjörn Harr artist & musiker - Jonas Inde skådespelare - Åsa Johannisson skådespelare, regissör - Pia Johansson skådespelare & komiker - Anna Kristina Kallin skådespelare - Solja Krapu estradpoet, författare - Lars Lind skådespelare - Staffan Ling programledare i TV, skådespelare - Moa Lundqvist skådespelare - Anders Lundström operasångare - Hans Marklund koreograf - Tomas Melander teaterchef -  Bibi Nordin skådespelare - Calle Norlén nöjesjournalist, radioprofil m.m. - William Spetz skådespelare - Ulf Stenberg skådespelare - Bengt Strömbro programledare, manusförfattare  - Tove Styrke musiker - Hans Wigren skådespelare - Olof Wretling skådespelare.